# Bijenpark

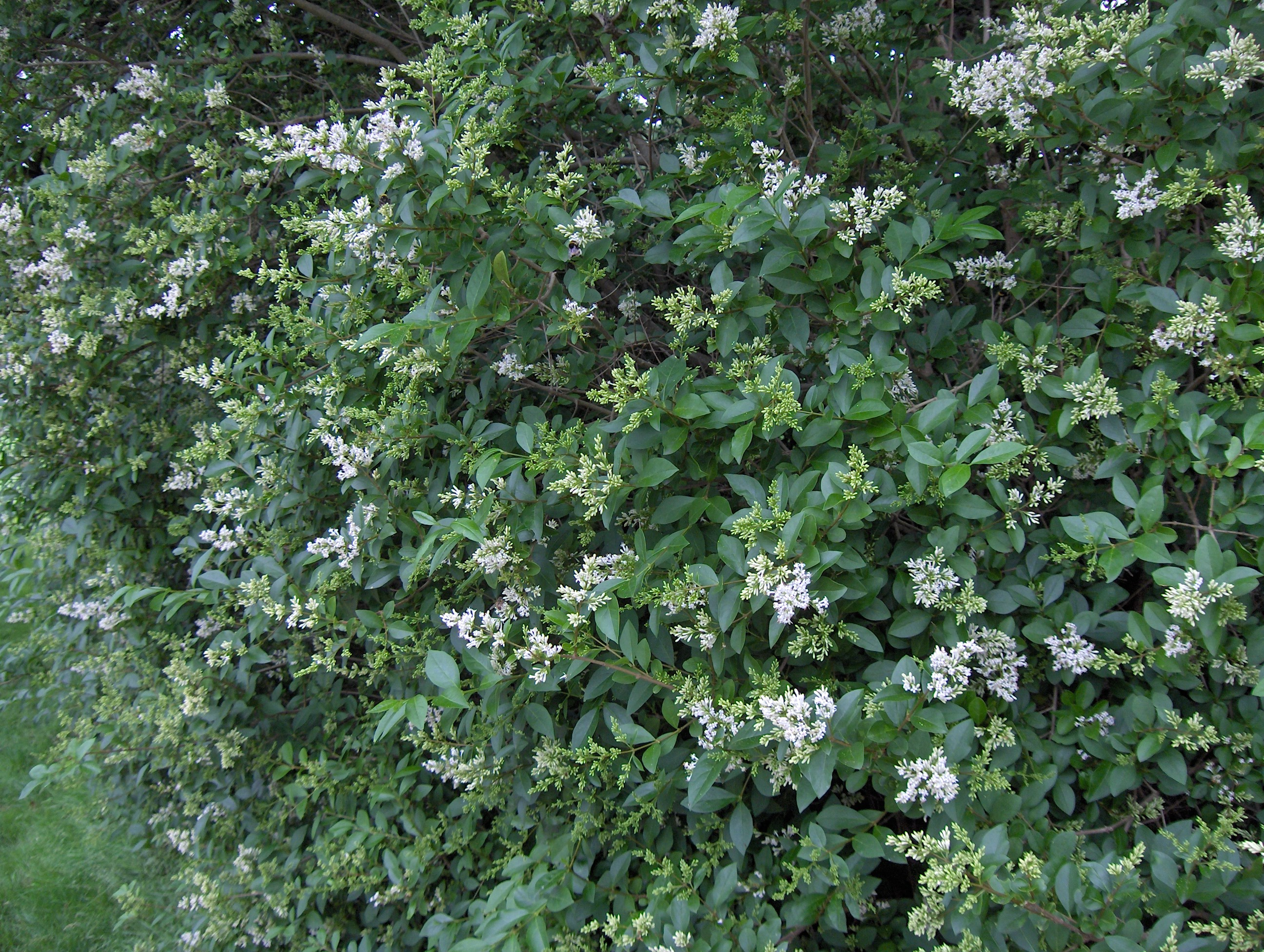
Er zijn ligusterhagen als afscheiding op het Bijenpark

Het Bijenpark is de naam van twee tuinparken in Amsterdam Nieuw-West
Het eerste Bijenpark werd in 1936 aangelegd door de in 1913 opgerichte Bijenvrienden Sociëteit Amsterdam, sinds 1920 is dit de Amsterdamse Vereniging tot Bevordering van de Bijenteelt (AVBB). De vereniging vond de eerste jaren van haar bestaan een onderkomen op het tuincomplex Hofwijk aan de Boerenwetering en vervolgens op de kwekerij Rozenoord aan de Amstel, maar werd daar bedreigd door de oprukkende stad.
Dr. Wilhelm Sieger (1886-1956), directeur van de Amsterdamse Chininefabriek (ACF), speelde een belangrijke rol in de ontwikkeling van de bijenparken. De fabriek gebruikte het gif van bijen om medicijnen te maken tegen reuma. Met zijn steun werd een terrein aangekocht  
aan de Sloterweg in de Riekerpolder, naast het eveneens door Sieger aangelegde Siegerpark voor privégebruik. In 1949 kon het park in zuidelijke richting uitgebreid worden, echter tussen 1963 en 1965 werd het zuidelijk deel van de beide parken onteigend voor de aanleg van de Rijksweg A4 (Nieuwe Haagseweg).
De door de wegaanleg verdreven bijenhouders verhuisden naar een nieuw park. Het Nieuwe Bijenpark, geopend in 1965, ligt bij de Osdorperweg in de Polder De Eendracht en maakt deel uit van de Tuinen van West en van de Hoofdgroenstructuur van Amsterdam. Hier bevindt zich ook een klein Imkermuseum met een documentatiecentrum van de AVVB.
De beide huidige parken omvatten zowel siertuinen als imkertuinen voor bijenhouders. Beide parken zijn ontworpen door tuinarchitect  Jan Bosma, in Engelse landschapsstijl. Beide zijn erkend als vogelreservaat. De tuinparken worden sinds 1953 beheerd door de Stichting Bijenpark Amsterdam (SBA).